# Orden de batalla de Königgrätz
Las siguientes unidades y comandantes tomaron parte en la batalla de Königgrätz el 3 de julio de 1866. Compilado de la Historia Oficial de la guerra del Ejército Prusiano.

## Rangos
| Ejército Prusiano Ejército Real Sajón                                                         | Ejército Austríaco                                             |
| --------------------------------------------------------------------------------------------- | -------------------------------------------------------------- |
| Generalfeldmarschall (Mariscal de Campo)                                                      | Feldmarschall (Mariscal de Campo)                              |
| General der Infanterie (General de Infantería) General der Kavallerie (General de Caballería) | Feldzeugmeister General der Kavallerie (General de Caballería) |
| Generalleutnant (Teniente General)                                                            | Feldmarschallleutnant (Teniente Mariscal de Campo)             |
| Generalmajor (Mayor General)                                                                  | General-Major (Mayor General)                                  |

## Ejércitos prusianos
Rey Guillermo I de Prusia

General der Infanterie Helmuth von Moltke

### Primer Ejército
General der Kavallerie Príncipe Federico Carlos de Prusia

Jefe de Estado Mayor: Generalleutnant Konstantin Bernhard von Voigts-Rhetz

#### III Cuerpo
General der Kavallerie Príncipe Federico Carlos de Prusia
| División                                                  | Brigada               | Regimientos y Otros |
| --------------------------------------------------------- | --------------------- | --- |
| 5.ª División Generalleutnant Wilhelm von Tümpling         | 9.ª Brigada           | - 8.º Regimiento de Infantería - 48.º Regimiento de Infantería |
| 5.ª División Generalleutnant Wilhelm von Tümpling         | 10.ª Brigada          | - 12.ª Regimiento de Infantería - 18.ª Regimiento de Infantería |
| 5.ª División Generalleutnant Wilhelm von Tümpling         | Tropas divisionales   | - 3º Regimiento de Ulanos - 3.er Batallón de Ingenieros - I Batallón, 3.er Regimiento de Artillería de Campo                                                                   |
| 6.ª División Generalleutnant Albrecht Gustav von Manstein | 11.ª Brigada          | - 35.º Regimiento de Infantería - 60.º Regimiento de Infantería |
| 6.ª División Generalleutnant Albrecht Gustav von Manstein | 12.ª Brigada          | - 24.º Regimiento de Infantería - 64.º Regimiento de Infantería |
| 6.ª División Generalleutnant Albrecht Gustav von Manstein | Tropas divisionales   | - 2.º Regimiento de Dragones - 3.er Batallón Jäger - III Batallón, 3.er Regimiento de Artillería de Campo                                                                      |
| 7.ª División Generalleutnant Eduard von Fransecky         | 13.ª Brigada          | - 26.º Regimiento de Infantería - 66.º Regimiento de Infantería |
| 7.ª División Generalleutnant Eduard von Fransecky         | 14.ª Brigada          | - 27.º Regimiento de Infantería - 67.º Regimiento de Infantería |
| 7.ª División Generalleutnant Eduard von Fransecky         | Tropas divisionales   | - 10.º Regimiento de Húsares - 4.º Batallón de Ingenieros - I Batallón, 4.º Regimiento de Artillería de Campo                                                                  |
| 8.ª División Generalleutnant Heinrich Friedrich von Horn  | 15.ª Brigada          | - 31.er Regimiento de Infantería - 71.er Regimiento de Infantería |
| 8.ª División Generalleutnant Heinrich Friedrich von Horn  | 16.ª Brigada          | - 72.º Regimiento de Infantería |
| 8.ª División Generalleutnant Heinrich Friedrich von Horn  | Tropas divisionales   | - 6.º Regimiento de Ulanos - 4.º Batallón Jäger - III Batallón, 4.º Regimiento de Artillería de Campo                                                                          |
| Tropas de Ejército                                        | Artillería de Reserva | - 3.er Regimiento de Artillería de Campo - II Batallón - Batallón de Artillería Montada - 4.º Regimiento de Artillería de Campo - II Batallón - Batallón de Artillería Montada |

#### II Cuerpo
Generalleutnant Stephan von Schmidt
| División                                                       | Brigada                          | Regimientos y Otros |
| -------------------------------------------------------------- | -------------------------------- | --- |
| 3.ª División Generalleutnant August von Werder                 | 5.ª Brigada                      | - 2.º Regimiento de Infantería - 42º Regimiento de Infantería                                                                      |
| 3.ª División Generalleutnant August von Werder                 | 6.ª Brigada                      | - 14.º Regimiento de Infantería - 54.º Regimiento de Infantería                                                                    |
| 3.ª División Generalleutnant August von Werder                 | Tropas divisionales              | - 5.º Regimiento de Húsares - 2.º Batallón Jaeger - 2.º Batallón de Ingenieros - I Batallón, 2.º Regimiento de Artillería de Campo |
| 4.ª División Generalleutnant Friedrich Herwarth von Bittenfeld | 7.ª Brigada                      | - 9.º Regimiento de Infantería - 49.º Regimiento de Infantería                                                                     |
| 4.ª División Generalleutnant Friedrich Herwarth von Bittenfeld | 8.ª Brigada                      | - 21º Regimiento de Infantería - 61.er Regimiento de Infantería                                                                    |
| 4.ª División Generalleutnant Friedrich Herwarth von Bittenfeld | Artillería                       | - 4.º Regimiento de Ulanos - III Batallón, 2.º Regimiento de Artillería de Campo                                                   |
| Tropas de Cuerpo                                               | 3.ª Brigada de Caballería Pesada | - 2.º Regimiento de Coraceros - 9.º Regimiento de Ulanos - 2ª Batería de Artillería Montada, 2º Regimiento de Artillería de Campo  |
| Tropas de Cuerpo                                               | Artillería de Reserva            | - II Batallón, 2.º Regimiento de Artillería de Campo                                                                               |

#### Cuerpo de Caballería
General der Kavallerie Príncipe Alberto de Prusia
| División                                                        | Brigada                          | Regimientos y Otros |
| --------------------------------------------------------------- | -------------------------------- | --- |
| 1.ª División de Caballería Generalmajor Hermann von Alvensleben | 2.ª Brigada de Caballería Pesada | - 6.º Regimiento de Coraceros - 7º Regimiento de Coraceros - 1.ª Batería de Artillería Montada, Regimiento de Artillería de la Guardia                                                                   |
| 1.ª División de Caballería Generalmajor Hermann von Alvensleben | 1.ª Brigada de Caballería Ligera | - 1.º Regimiento de Dragones de la Guardia - 1.º Regimiento de Ulanos de la Guardia - 2.º Regimiento de Ulanos de la Guardia - 2.ª Batería de Artillería Montada, Regimiento de Artillería de la Guardia |
| 2.ª División de Caballería Generalmajor Benno Hann von Weyhern  | 2.ª Brigada de Caballería Ligera | - 2.º Regimiento de Dragones de la Guardia - 3.er Regimiento de Húsares - 11.º Regimiento de Ulanos - 1.ª Batería de Artillería Montada, 2º Regimiento de Artillería de Campo                            |
| 2.ª División de Caballería Generalmajor Benno Hann von Weyhern  | 3.ª Brigada de Caballería Ligera | - 3.er Regimiento de Dragones - 12.º Regimiento de Húsares - 3.ª Batería de Artillería Montada, 2.º Regimiento de Artillería de Campo                                                                    |
| Tropas de Cuerpo                                                | Artillería                       | - 4.ª Batería de Artillería Montada, Regimiento de Artillería de la Guardia |

### Segundo Ejército
General der Infanterie Príncipe de la Corona Federico Guillermo de Prusia

Jefe de Estado Mayor: Generalmajor Leonhard Graf von Blumenthal
| División                                                                    | Brigada                        | Regimentos y Otros |
| --------------------------------------------------------------------------- | ------------------------------ | --- |
| Caballería de Reserva del Segundo Ejército Generalmajor Julius von Hartmann | Brigada de Caballería Pesada   | - 1.º Regimiento de Coraceros - 5.º Regimiento de Coraceros |
| Caballería de Reserva del Segundo Ejército Generalmajor Julius von Hartmann | Brigada de Caballería Ligera   | - 2.º Regimiento de Húsares - 10.º Regimiento de Ulanos |
| Caballería de Reserva del Segundo Ejército Generalmajor Julius von Hartmann | Brigada Landwehr de Caballería | - 2.º Regimiento Landwehr de Húsares - 1.º Regimiento Landwehr de Ulanos                                                                                                |
| Caballería de Reserva del Segundo Ejército Generalmajor Julius von Hartmann | Artillería                     | - 2.ª Batería de Artillería Montada, 6.º Regimiento de Artillería de Campo - 3.ª Batería de Artillería Montada, 5.º Regimiento de Artillería de CampoArtillery Regiment |

#### Cuerpo de Guardia
General der Kavallerie Príncipe Augusto de Wurtemberg
| División                                                                 | Brigada                          | Regimentos y Otros |
| ------------------------------------------------------------------------ | -------------------------------- | --- |
| 1.ª División de la Guardia Generalleutnant Wilhelm Hiller von Gärtringen | 1.ª Brigada de la Guardia        | - 1.er Regimiento de la Guardia - 3.er Regimiento de la Guardia                                                                          |
| 1.ª División de la Guardia Generalleutnant Wilhelm Hiller von Gärtringen | 2.ª Brigada de la Guardia        | - 2.º Regimiento de la Guardia - Regimiento de Fusileros de la Guardia                                                                   |
| 1.ª División de la Guardia Generalleutnant Wilhelm Hiller von Gärtringen | Tropas divisionales              | - Regimiento de Húsares de la Guardia - Batallón Jäger de la Guardia - I Batallón, Regimiento de Artillería de la Guardia                |
| 2.ª División de la Guardia Generalleutnant Heinrich von Plonski          | 3.ª Brigada de la Guardia        | - 1.er Regimiento de Granaderos - 3.er Regimiento de Granaderos                                                                          |
| 2.ª División de la Guardia Generalleutnant Heinrich von Plonski          | 4.ª Brigada de la Guardia        | - 2.º Regimiento de Granaderos - 4.º Regimiento de Granaderos                                                                            |
| 2.ª División de la Guardia Generalleutnant Heinrich von Plonski          | Tropas divisionales              | - 3.er Regimiento de Ulanos de la Guardia - Batallón de Rifles de la Guardia - III Batallón, Regimiento de Artillería de la Guardia      |
| Tropas de Cuerpo                                                         | 1.ª Brigada de Caballería Pesada | - Cuerpo de Guardias - Regimiento de Coraceros de la Guardia - 3.ª Batería de Artillería Montada, Regimiento de Artillería de la Guardia |
| Tropas de Cuerpo                                                         | Artillería                       | - II Batallón, Regimiento de Artillería de la Guardia - 4.ª Batería de Artillería Montada, Regimiento de Artillería de la Guardia        |

#### I Cuerpo
General der Infanterie Adolf von Bonin
| División                                                           | Brigada               | Regimientos y Otros |
| ------------------------------------------------------------------ | --------------------- | --- |
| 1.ª División Generalleutnant von Grossmann                         | 1.ª Brigada           | - 1.º Regimiento de Infantería - 41º Regimiento de Infantería                                                                                                   |
| 1.ª División Generalleutnant von Grossmann                         | 2.ª Brigada           | - 3.er Regimiento de Infantería - 43.er Regimiento de Infantería                                                                                                |
| 1.ª División Generalleutnant von Grossmann                         | Tropas divisionales   | - 1.er Regimiento de Dragones - 1.er Batallón Jäger - I Batallón, 1.er Regimiento de Artillería de Campo                                                        |
| 2.ª División Generalleutnant Karl Friedrich Wilhelm von Clausewitz | 3.ª Brigada           | - 4.º Regimiento de Infantería - 44.º Regimiento de Infantería                                                                                                  |
| 2.ª División Generalleutnant Karl Friedrich Wilhelm von Clausewitz | 4.ª Brigada           | - 5.º Regimiento de Infantería - 45.º Regimiento de Infantería                                                                                                  |
| 2.ª División Generalleutnant Karl Friedrich Wilhelm von Clausewitz | Tropas divisionales   | - 1.er Regimiento de Húsares - 1.er Batallón de Ingenieros - III Batallón, 1.er Regimiento de Artillería de Campo                                               |
| Tropas de Cuerpo                                                   | Brigada de Caballería | - 3.er Regimiento de Coraceros - 8.º Regimiento de Ulanos - 12.º Regimiento de Ulanos - 3.ª Batería de Artillería Montada, 1º Regimiento de Artillería de Campo |
| Tropas de Cuerpo                                                   | Artillería de Reserva | - Batallón de Artillería Montada, 1.º Regimiento de Artillería de Campo - II Batallón, 1.er Regimiento de Artillería de Campo                                   |

#### V Cuerpo
General der Infanterie Karl Friedrich von Steinmetz
| División                                               | Brigada               | Regimientos y Otros                                                           |
| ------------------------------------------------------ | --------------------- | ----------------------------------------------------------------------------- |
| 9.ª División Generalmajor Julius Ludwig von Loewenfeld | 17.ª Brigada          | - 18.º Regimiento de Infantería - 58.º Regimiento de Infantería               |
| 9.ª División Generalmajor Julius Ludwig von Loewenfeld | 18.ª Brigada          | - 7.º Regimiento de Infantería - 5.º Batallón Jäger                           |
| 9.ª División Generalmajor Julius Ludwig von Loewenfeld | Tropas divisionales   | - 1.º Regimiento de Ulanos - I Batallón, 5.º Regimiento de Artillería         |
| 10.ª División Generalmajor Hugo von Kirchbach          | 19.ª Brigada          | - 6.º Regimiento de Infantería - 46.º Regimiento de Infantería                |
| 10.ª División Generalmajor Hugo von Kirchbach          | 20.ª Brigada          | - 7.º Regimiento de Infantería - 47.º Regimiento de Infantería                |
| 10.ª División Generalmajor Hugo von Kirchbach          | Tropas divisionales   | - 4.º Regimiento de Ulanos - III Batallón, 5.º Regimiento de Artillería       |
| Tropas de Cuerpo                                       | Artillería de Reserva | - 5.º Regimiento de Artillería - II Batallón - Batallón de Artillería Montada |

#### VI Cuerpo
General der Kavallerie Louis von Mutius
| División                                                | Brigada               | Regimientos y Otros                                                                                                |
| ------------------------------------------------------- | --------------------- | --- |
| 11.ª División Generalleutnant Heinrich von Zastrow      | 21ª Brigada           | - 10.º Regimiento de Infantería - 50.º Regimiento de Infantería                                                    |
| 11.ª División Generalleutnant Heinrich von Zastrow      | 22ª Brigada           | - 38.º Regimiento de Infantería - 51.er Regimiento de Infantería                                                   |
| 11.ª División Generalleutnant Heinrich von Zastrow      | Tropas divisionales   | - 8.º Regimiento de Dragones - Batallón de Ingenieros Silesio - II Batallón, 6.º Regimiento de Artillería          |
| 12.ª División Generalleutnant Ferdinand von Prondzynski | Brigada Combinada     | - 22º Regimiento de Infantería - 23º Regimiento de Infantería                                                      |
| 12.ª División Generalleutnant Ferdinand von Prondzynski | Tropas divisionales   | - 6.º Regimiento de Húsares - 6.º Batallón Jäger - 1.ª y 5.ª Baterías, I Batallón del 6.º Regimiento de Artillería |
| Tropas de Cuerpo                                        | Caballería            | - 4.º Regimiento de Húsares                                                                                        |
| Tropas de Cuerpo                                        | Artillería de Reserva | - 6.º Regimiento de Artillería - I Batallón - Batallón de Artillería Montada                                       |

### Ejército del Elba
General der Infanterie Karl Eberhard Herwarth von Bittenfeld

Jefe de Estado Mayor: Coronel Ludwig von Schlotheim
| División                                                         | Brigada                          | Regimientos y Otros |
| ---------------------------------------------------------------- | -------------------------------- | --- |
| 14.ª División Generalleutnant Hugo Eberhard zu Münster-Meinhövel | 27ª Brigada                      | - 16.º Regimiento de Infantería - 56.º Regimiento de Infantería |
| 14.ª División Generalleutnant Hugo Eberhard zu Münster-Meinhövel | 28ª Brigada                      | - 17.º Regimiento de Infantería - 57.º Regimiento de Infantería |
| 14.ª División Generalleutnant Hugo Eberhard zu Münster-Meinhövel | Tropas divisionales              | - 7.º Regimiento de Dragones - 7.º Batallón Jäger - III Batallón, 7.º Regimiento de Artillería de Campo                                                                         |
| 15.ª División Generalleutnant Philipp Carl von Canstein          | 29.ª Brigada                     | - 25.º Regimiento de Infantería - 65.º Regimiento de Infantería |
| 15.ª División Generalleutnant Philipp Carl von Canstein          | 30.ª Brigada                     | - 28.º Regimiento de Infantería - 68.º Regimiento de Infantería |
| 15.ª División Generalleutnant Philipp Carl von Canstein          | Tropas divisionales              | - 7.º Regimiento de Húsares - III Batallón, 8.º Regimiento de Artillería de Campo                                                                                               |
| 16.ª División Generalleutnant Friedrich August von Etzel         | 31.ª Brigada                     | - 29.º Regimiento de Infantería - 69.º Regimiento de Infantería |
| 16.ª División Generalleutnant Friedrich August von Etzel         | Brigada de Fusileros             | - 33º Regimiento de Fusileros - 34.º Regimiento de Fusileros |
| 16.ª División Generalleutnant Friedrich August von Etzel         | Tropas divisionales              | - 8.º Batallón Jäger - 1.ª Batería de Artillería Montada, 8.º Regimiento de Artillería de Campo - 2.ª Batería de Artillería de Campo, 8.º Regimiento de Artillería de Campo     |
| Tropas de Ejército                                               | 14.ª Brigada de Caballería       | - 5.º Regimiento de Ulanos - 11.º Regimiento de Húsares |
| Tropas de Ejército                                               | Brigada de Caballería de Reserva | - 7.º Regimiento de Húsares - 8.º Regimiento de Coraceros - Regimiento Pomerano Reiter del Landwehr                                                                             |
| Tropas de Ejército                                               | Artillería de Reserva            | - 7.º Regimiento de Artillería - II Batallón - 1.ª y 2.ª Baterías de Artillería Montada - 8.º Regimiento de Artillería - II Batallón - 2.ª y 4.ª Baterías de Artillería Montada |

#### I Cuerpo de Reserva
Generalleutnant Gustav von der Mülbe
| División                        | Brigada                            | Regimientos y Otros                                                             |
| ------------------------------- | ---------------------------------- | ------------------------------------------------------------------------------- |
| Divión Landwehr de la Guardia   | 1.ª Brigada Landwehr de la Guardia | - 1º Regimiento Landwehr de la Guardia - 2.º Regimiento Landwehr de la Guardia  |
| Divión Landwehr de la Guardia   | 2.ª Brigada Landwehr de la Guardia | - 1.º Regimiento Landwehr de Granaderos - 2.º Regimiento Landwehr de Granaderos |
| División Landwehr Combinada     | 1.ª Brigada Landwehr               | - 9.º Regimiento Landwehr - 21.er Regimiento Landwehr                           |
| División Landwehr Combinada     | 2.ª Brigada Landwehr               | - 13.er Regimiento Landwehr - 15.º Regimiento Landwehr                          |
| División Landwehr de Caballería |                                    | - Seis Regimientos Landwehr de Caballería                                       |

## Ejército Austríaco del Norte
Feldzeugmeister Ludwig von Benedek

Jefe de Estado Mayor: Feldmarschall-Leutnant Alfred von Henikstein
| Brigada                           | Regimientos y Otros |
| --------------------------------- | --- |
| Artillería de Ejército de Reserva | - VI Regimiento de Artillería - XI Regimiento de Artillería - XII Regimiento de Artillería - Total: Dieciséis baterías de Artillería |

### 1.º Cuerpo
General der Kavallerie Eduard Clam-Gallas

Lugarteniente: General-Major Leopold Gondrecourt
| Brigada             | Regimientos y Otros |
| ------------------- | --- |
| Brigada Poschacher  | - 30.º Regimiento de Infantería (Galicia Oriental) - 34.º Regimiento de Infantería (Hungría) - 18.º Batallón Feldjäger - 5ª Batería de Artillería a Pie, I Regimiento de Artillería |
| Brigada Leiningen   | - 33º Regimiento de Infantería (Hungría) - 38.º Regimiento de Infantería (Venecia) - 32.º Batallón Feldjäger - 4.ª Batería de Artillería a Pie, I Regimiento de Artillería          |
| Brigada Piret       | - 18.º Regimiento de Infantería (Bohemia) - 45.º Regimiento de Infantería (Venecia) - 29.º Batallón Feldjäger - 6.ª Batería de Artillería a Pie, I Regimiento de Artillería         |
| Brigada Ringelsheim | - 42.º Regimiento de Infantería (Bohemia) - 73.er Regimiento de Infantería (Bohemia) - 26.º Batallón Feldjäger - 2.ª Batería de Artillería a Pie, I Regimiento de Artillería        |
| Brigada Kalik       | - 35.º Regimiento de Infantería (Bohemia) - 72.º Regimiento de Infantería (Hungría) - 22.º Batallón Feldjäger - Batería de Artillería a Pie                                         |
| Artillería          | - I Regimiento de Artillería - Dos Baterías de 4 libras - Dos baterías de 8 libras - Una batería de cohetes                                                                         |
| Caballería          | - 2.º Regimiento de Húsares, cuatro escuadrones |

### 2.º Cuerpo
Feldmarschall-Leutnant Karl von Thun und Hohenstein

Lugarteniente: General-Major Josip Filipović
| Brigada            | Regimientos y Otros |
| ------------------ | --- |
| Brigada Thom       | - 40.º Regimiento de Infantería (Galicia Occidental) - 69.º Regimiento de Infantería (Hungría) - 2.º Batallón Feldjäger - 1.ª Batería de Artillería a Pie, II Regimiento de Artillería |
| Brigada Henriquez  | - 14.º Regimiento de Infantería (Alta Austria) - 27º Regimiento de Infantería (Estiria) - 9.º Batallón Feldjäger - 2ª Batería de Artillería a Pie, II Regimiento de Artillería         |
| Brigada Saffram    | - 64.º Regimiento de Infantería (Siebenbürgen) - 80.º Regimiento de Infantería (Venecia) - 11.º Batallón Feldjäger - 3.ª Batería de Artillería a Pie, II Regimiento de Artillería      |
| Brigada Wurtemberg | - 47.º Regimiento de Infantería (Estiria) - 57.º Regimiento de Infantería (Galicia Occidental) - 20.º Batallón Feldjäger - 4ª Batería de Artillería a Pie, II Regimiento de Artillería |
| Artillería         | - II Regimiento de Artillería - Dos baterías de 4 libras - Dos baterías de 8 libras - Una batería de cohetes                                                                           |
| Caballería         | - 6.º Regimiento de Ulanos, cuatro escuadrones |

### 3.erCuerpo
Feldmarschall-Leutnant Archiduque Ernesto

Lugarteniente: General-Major Alois von Baumgarten
| Brigada            | Regimentos y Otros |
| ------------------ | --- |
| Brigada Appiano    | - 46.º Regimiento de Infantería (Hungría) - 62.º Regimiento de Infantería (Siebenbürgen) - 4.º Batallón Feldjäger - 3.ª Batería de Artillería a Pie, VIII Regimiento de Artillería |
| Brigada Benedek    | - 52.º Regimiento de Infantería (Hungría) - 78.º Regimiento de Infantería (Croacia/Eslavonia) - 1.er Batallón Feldjäger - 4.ª Batería de Artillería a Pie, VIII Regimiento de Artillería                                                                                                |
| Brigada Kirschberg | - 44.º Regimiento de Infantería (Hungría) - 49.º Regimiento de Infantería (Baja Austria) - 3.er Batallón Feldjäger - 5.ª Batería de Artillería a Pie, VIII Regimiento de Artillería |
| Brigada Prochaska  | - 13.er Regimiento Grenzer - 4.º Batallón, 55.º Regimiento de Infantería (Galicia Oriental) - 4.º Batallón, 56.º Regimiento de Infantería (Galicia Occidental) - 33.er y 34.º Batallones Feldjäger (batallón combinado) - 6.ª Batería de Artillería a Pie, III Regimiento de Artillería |
| Artillería         | - VIII Regimiento de Artillería - Dos baterías de 4 libras - Dos baterías de 8 libras - Una batería de cohetes |
| Caballería         | - 9º Regimiento de Ulanos, dos escuadrones |

### 4.º Cuerpo
Feldmarschall-Leutnant Tassilo Festetics de Tolna

Lugarteniente: Feldmarschall-Leutnant Anton Mollinary von Monte Pastello
| Brigada                 | Regimientos y Otros |
| ----------------------- | --- |
| Brigada Brandernstein   | - 12.º Regimiento de Infantería (Hungría) - 26º Regimiento de Infantería (Venecia) - 27º Batallón Feldjäger - 1ª Batería de Artillería a Pie, IV Regimiento de Artillería         |
| Brigada Fleishhacker    | - 6.º Regimiento de Infantería (Banato) - 61.er Regimiento de Infantería (Banato) - 13.er Batallón Feldjäger - 2.ª Batería de Artillería a Pie, IV Regimiento de Artillería       |
| Brigada Peockh          | - 37.º Regimiento de Infantería (Hungría) - 51.er Regimiento de Infantería (Siebenbürgen) - 8.º Batallón Feldjäger - 3.ª Batería de Artillería a Pie, IV Regimiento de Artillería |
| Brigada Archiduque José | - 67.º Regimiento de Infantería (Hungría) - 68.º Regimiento de Infantería (Hungría) - 30.º Batallón Feldjäger - 4.ª Batería de Artillería a Pie, IV Regimiento de Artillería      |
| Artillería              | - IV Regimiento de Artillería - Dos baterías de 4 libras - Dos baterías de 8 libras - Una batería de cohetes                                                                      |
| Caballería              | - 7.º Regimiento de Húsares, cuatro escuadrones |

### 6.º Cuerpo
Feldmarschall-Leutnant Wilhelm von Ramming

Lugarteniente: General-Major August Kochmeister
| Brigada              | Regimientos y Otros |
| -------------------- | --- |
| Brigada Waldstaetten | - 9.º Regimiento de Infantería (Galicia Oriental) - 79.º Regimiento de Infantería (Venecia) - 6.º Batallón Feldjäger - 1.ª Batería de Artillería a Pie, X Regimiento de Artillería      |
| Brigada Hertwegh     | - 41º Regimiento de Infantería (Bucovina) - 56.º Regimiento de Infantería (Galicia Occidental) - 25º Batallón Feldjäger - 2ª Batería de Artillería a Pie, X Regimiento de Artillería    |
| Brigada Rosenweig    | - 4.º Regimiento de Infantería (Baja Austria) - 55.º Regimiento de Infantería (Galicia Oriental) - 17.º Batallón Feldjäger - 3ª Batería de Artillería a Pie, X Regimiento de Artillería |
| Brigada Jonak        | - 20.º Regimiento de Infantería (Galicia Occidental) - 60.º Regimiento de Infantería (Hungría) - 14.º Batallón Feldjäger - 4ª Batería de Artillería a Pie, X Regimiento de Artillería   |
| Artillería           | - X Regimiento de Artillería - Una batería de 4 libras - Dos baterías de 8 libras - Dos baterías de Artillería Montada - Una batería de cohetes                                         |
| Caballería           | - 10.º Regimiento de Ulanos, cuatro escuadrones |

### 8.º Cuerpo
Feldmarschall-Leutnant Archiduque Leopoldo Luis

Lugarteniente: General-Major Joseph Weber
| Brigada           | Regimientos y Otros |
| ----------------- | --- |
| Brigada Fragnern  | - 15.º Regimiento de Infantería (Galicia Oriental) - 77.º Regimiento de Infantería (Galicia Oriental) - 5.º Batallón Feldjäger - 1ª Batería de Artillería a Pie, IX Regimiento de Artillería |
| Brigada Kreyssern | - 8.º Regimiento de Infantería (Moravia) - 74.º Regimiento de Infantería (Bohemia) - 31.er Batallón Feldjäger - 4.ª Batería de Artillería a Pie, IX Regimiento de Artillería                 |
| Brigada Rothkirch | - 25.º Regimiento de Infantería (Hungría) - 71.er Regimiento de Infantería (Hungría) - 3.ª Batería de Artillería a Pie, IX Regimiento de Artillería                                          |
| Brigada Roth      | - 21.er Regimiento de Infantería (Bohemia) - 32.º Regimiento de Infantería (Hungría) - 24.º Batallón Feldjäger - 2.ª Batería de Artillería a Pie, IX Regimiento de Artillería                |
| Artillería        | - IX Regimiento de Artillería - Una batería de 4 libras - Dos baterías de 8 libras - Dos baterías de Artillería Montada - Una batería de cohetes                                             |
| Caballería        | - 3.er Regimiento de Ulanos, cinco escuadrones |

### 10.º Cuerpo
Feldmarschall-Leutnant Ludwig von Gablenz

Lugarteniente: General-Major Alexander Freiherr von Koller
| Brigada           | Regimientos y Otros |
| ----------------- | --- |
| Brigada Mondel    | - 10.º Regimiento de Infantería (Galicia Oriental) - 24º Regimiento de Infantería (Galicia Oriental) - 12.º Batallón Feldjäger - 1.ª Batería de Artillería a Pie, III Regimiento de Artillería |
| Brigada Grivicics | - 2.º Regimiento de Infantería (Siebenbürgen) - 23º Regimiento de Infantería (Banato) - 16.º Batallón Feldjäger - 2.ª Batería de Artillería a Pie, III Regimiento de Artillería                |
| Brigada Knebel    | - 1.er Regimiento de Infantería (Moravia/Silesia) - 3.er Regimiento de Infantería (Moravia) - 28.º Batallón Feldjäger - 3.ª Batería de Artillería a Pie, III Regimiento de Artillería          |
| Brigada Wimpffen  | - 13.er Regimiento de Infantería (Venecia) - 58.º Regimiento de Infantería (Galicia Oriental) - 4.ª Batería de Artillería a Pie, III Regimiento de Artillería                                  |
| Artillería        | - III Regimiento de Artillería - Una batería de 4 libras - Dos baterías de 8 libras - Una batería de cohetes                                                                                   |
| Caballería        | - 9.º Regimiento de Ulanos, tres escuadrones |

### Caballería de Reserva
| División | Brigada                | Regimientos y Otros |
| --- | ---------------------- | --- |
| 1.ª División de Caballería Ligera General-Major Leopold von Edelsheim-Gyulai                                   | Brigada Appel          | - 2.º Regimiento de Dragones - 9.º Regimiento de Húsares - 4.ª Batería de Artillería Montada, XI Regimiento de Artillería                                   |
| 1.ª División de Caballería Ligera General-Major Leopold von Edelsheim-Gyulai                                   | Brigada Wallis         | - 1.º Regimiento de Dragones - 10.º Regimiento de Húsares - 5.ª Batería de Artillería Montada, XI Regimiento de Artillería                                  |
| 1.ª División de Caballería Ligera General-Major Leopold von Edelsheim-Gyulai                                   | Brigada Fratricevies   | - 5.º Regimiento de Húsares - 8.º Regimiento de Húsares - 6.ª Batería de Artillería Montada, XI Regimiento de Artillería                                    |
| 2ª División de Caballería Ligera General-Major Emmerich von Thurn und Taxis                                    | Brigada Bellegarde     | - 4.º Regimiento de Húsares - 12.º Regimiento de Húsares - 2.ª Batería de Artillería Montada, XI Regimiento de Artillería                                   |
| 2ª División de Caballería Ligera General-Major Emmerich von Thurn und Taxis                                    | Brigada Westphalen     | - 6.º Regimiento de Húsares - 14.º Regimiento de Húsares - 3.ª Batería de Artillería Montada, XI Regimiento de Artillería                                   |
| 1.ª División de Caballería (Pesada) de Reserva Feldmarschall-Leutnant Wilhelm zu Schleswig-Holstein-Glücksburg | Brigada Solms          | - 4.º Regimiento de Coraceros - 6.º Regimiento de Coraceros - 8.º Regimiento de Ulanos - 5ª Batería de Artillería Montada, VI Regimiento de Artillería      |
| 1.ª División de Caballería (Pesada) de Reserva Feldmarschall-Leutnant Wilhelm zu Schleswig-Holstein-Glücksburg | Brigada Schindloecker  | - 9.º Regimiento de Coraceros - 11.º Regimiento de Coraceros - 7º Regimiento de Ulanos - 6.ª Batería de Artillería Montada, XI Regimiento de Artillería     |
| 2.ª División de Caballería (Pesada) de Reserva General Carl von Egbell                                         | Brigada Boxberg        | - 3.er Regimiento de Coraceros - 7.º Regimiento de Coraceros - 2.º Regimiento de Ulanos - 4.ª Batería de Artillería Montada, XII Regimiento de Artillería   |
| 2.ª División de Caballería (Pesada) de Reserva General Carl von Egbell                                         | Brigada Soltyk         | - 1.er Regimiento de Coraceros - 5.º Regimiento de Coraceros - 5.º Regimiento de Ulanos - 5.ª Batería de Artillería Montada, XII Regimiento de Artillería   |
| 3.ª División de Caballería (Pesada) de Reserva General-Major Karl von Coudenhove                               | Brigada Windischgraetz | - 2.º Regimiento de Coraceros - 8.º Regimiento de Coraceros - 7.º Regimiento de Ulanos - 2.ª Batería de Artillería Montada, XII Regimiento de Artillería    |
| 3.ª División de Caballería (Pesada) de Reserva General-Major Karl von Coudenhove                               | Brigada Mengen         | - 10.º Regimiento de Coraceros - 12.º Regimiento de Coraceros - 11.º Regimiento de Ulanos - 3.ª Batería de Artillería Montada, XII Regimiento de Artillería |

### Ejército sajón
General der Infanterie Príncipe de la Corona Alberto de Sajonia
| División                                                    | Brigada               | Regimientos y Otros |
| ----------------------------------------------------------- | --------------------- | --- |
| 1.ª División Generalleutnant Bernhard von Schimpff          | 2.ª Brigada           | - 5.º Batallón de Infantería - 6.º Batallón de Infantería - 7.º Batallón de Infantería - 8.º Batallón de Infantería - 2.º Batallón Jaeger                                      |
| 1.ª División Generalleutnant Bernhard von Schimpff          | 3.ª Brigada           | - 9.º Batallón de Infantería - 10.º Batallón de Infantería - 11.º Batallón de Infantería - 12.º Batallón de Infantería - 3.er Batallón Jaeger                                  |
| 1.ª División Generalleutnant Bernhard von Schimpff          | Tropas divisionales   | - 4.º Escuadrón, 2.º Regimiento de Caballería - 4.º Escuadrón, 3.er Regimiento de Caballería - Batería de Artillería de 12 libras - Batería de Artillería de 6 libras          |
| 2.ª División Generalleutnant Thuisko von Stieglitz          | 1.ª Brigada           | - 3.er Batallón de Infantería - 2.º Batallón de Infantería - 3.er Batallón de Infantería - 4.º Batallón de Infantería - 3.er Batallón Jaeger                                   |
| 2.ª División Generalleutnant Thuisko von Stieglitz          | 4.ª Brigada (Leib)    | - 13.er Batallón de Infantería - 14.º Batallón de Infantería - 15.º Batallón de Infantería - 16.º Batallón de Infantería - 4.º Batallón Jaeger                                 |
| 2.ª División Generalleutnant Thuisko von Stieglitz          | Tropas divisionales   | - 4.º Escuadrón, Regimiento de Caballería de la Guardia - 4.º Escuadrón, 1.º Regimiento de Caballería - Batería de Artillería de 12 libras - Batería de Artillería de 6 libras |
| División de Caballería Generalleutnant Bernhard von Fritsch | 1.ª Brigada           | - Regimiento de Caballería de la Guardia - 1.º Regimiento de Caballería |
| División de Caballería Generalleutnant Bernhard von Fritsch | 2.ª Brigada           | - 2.º Regimiento de Caballería - 3.er Regimiento de Caballería |
| División de Caballería Generalleutnant Bernhard von Fritsch | Tropas divisionales   | - Batería de Artillería Montada de 12 libras |
| Tropas de Ejército                                          | Artillería de Reserva | - I Brigada de Artillería - Dos baterías de 12 libras, una batería de 6 libras - II Brigada de Artillería - Batería de 12 libras, batería de 6 libras                          |
| Tropas de Ejército                                          | Ingenieros            | - 2 Compañías de Ingenieros - Destacamentos de Pontones |